# Óttarr Proppé
Óttarr Proppé est un musicien, acteur et homme politique islandais, membre du parti Avenir radieux, dont il est le leader de 2015 à 2017. Il est ministre de la Santé au sein du gouvernement Benediktsson de janvier à novembre 2017. 

## Biographie

### Carrière artistique
Proppé est membre du groupe de rock HAM de 1988 à 1994, en plus d'être le chanteur principal de la formation de rock-cabaret Dr Spock. Il joue également dans plusieurs films, notamment Sódóma Reykjavik en 1992, Nói albinói et Les Anges de l'univers en 2000.

### Carrière politique
De 2010 à 2014, il est conseiller municipal de Reykjavik, sous l'étiquette du Meilleur parti. Membre d'Avenir radieux, dont il est président à partir de janvier 2015, il est élu député de l'Althing, le Parlement islandais, lors des élections d'avril 2013 et réélu le 29 octobre 2016. 
Il est nommé ministre de la Santé au sein du gouvernement Benediktsson le 11 janvier 2017. À l'issue de la défaite d'Avenir radieux aux élections anticipées du 28 octobre suivant, il perd son siège de député, abandonne la présidence de son parti et quitte le gouvernement.